# Xenothictis
Xenothictis is een geslacht van vlinders van de familie bladrollers (Tortricidae), uit de onderfamilie Tortricinae.

## Soorten
- X. atriflora Meyrick, 1930
- X. noctiflua Diakonoff, 1961
- X. paragona Diakonoff, 1910
- X. semiota Diakonoff, 1910